# Titov naprijed
Titov naprijed je studijski album Vojaškega orkestra Ljubljana, ki je izšel na glasbeni kaseti in vinilni plošči leta 1979 in 1980 pri založbi ZKP RTV Ljubljana.

## Naslov in vsebina
Album nosi naslov po istoimenski skladbi (A1), ki jo je uglasbil Bojan Adamič na besedilo Vladimirja Nazorja.
Večina skladb na albumu je delo slovenskih avtorjev.

## Seznam posnetkov
| A stran | A stran                | A stran  | A stran   | A stran |
| Št.     | Naslov                 | Besedilo | Glasba    | Dolžina |
| ------- | ---------------------- | -------- | --------- | ------- |
| 1.      | „Titov naprijed‟       | V. Nazor | B. Adamič | 8:10    |
| 2.      | „S pjesmom do pobjede‟ |          | L. Leško  | 3:00    |
| 3.      | „Slovenska rapsodija‟  |          | B. Adamič | 6:26    |

| B stran         | B stran                       | B stran         | B stran         | B stran         | B stran |
| Št.             | Naslov                        | Besedilo        | Glasba          | Priredba        | Dolžina |
| --------------- | ----------------------------- | --------------- | --------------- | --------------- | ------- |
| 1.              | „Po poteh XIV. divizije‟      |                 | F. Marolt       | L. Leško        | 2:50    |
| 2.              | „Bela krajina‟                | O. Župančič     | B. Adamič       |                 | 4:00    |
| 3.              | „Splet belokranjskih motivov‟ |                 | D. Bučar        | L. Leško        | 7:37    |
| 4.              | „Po jezeru‟                   |                 | B. Adamič       |                 | 2:26    |
| Skupna dolžina: | Skupna dolžina:               | Skupna dolžina: | Skupna dolžina: | Skupna dolžina: | 34:29   |

## Sodelujoči

### Vojaški orkester Ljubljana / Vojni orkestar Ljubljana
- Pavle Brzulja – dirigent pri posnetkih A1, B1, B2 in B4
- Ladislav Leško – dirigent pri posnetkih A2 in B3
- Bojan Adamič – dirigent pri posnetku A3

### Kvartet Do
poje na posnetku: B2

### Solisti
- Tihomir Petrović – bariton na posnetku A1
- Alenka Pirjevec – recitacija na posnetku A1
- Bert Sotlar – recitacija na posnetku A1
- Tone Grčar – trobenta na posnetku B4

### Produkcija
- Josip Forenbacher – producent
- Jure Robežnik – urednik
- Tomaž Tozon – urednik
- Zoran Ažman – tonski mojster
- Leo Korelc – predstavitveno besedilo
- KG – oblikovanje albuma iz leta 1979
- Borut Bučar – oblikovanje albuma iz leta 1980